# Congresso provvisorio confederato
Il Congresso provvisorio confederato fu il Congresso che stese la Costituzione Confederata, elesse Jefferson Davis presidente della Confederazione e disegnò la prima bandiera confederata. Diversamente dal Congresso confederato definitivo, che sarebbe stato bicamerale, il congresso provvisorio consistette di una sola Camera ed i suoi membri furono chiamati deputati e delegati.
Nel febbraio 1862 venne trasformato nel definitivo Congresso degli Stati Confederati d'America.

## Sessioni

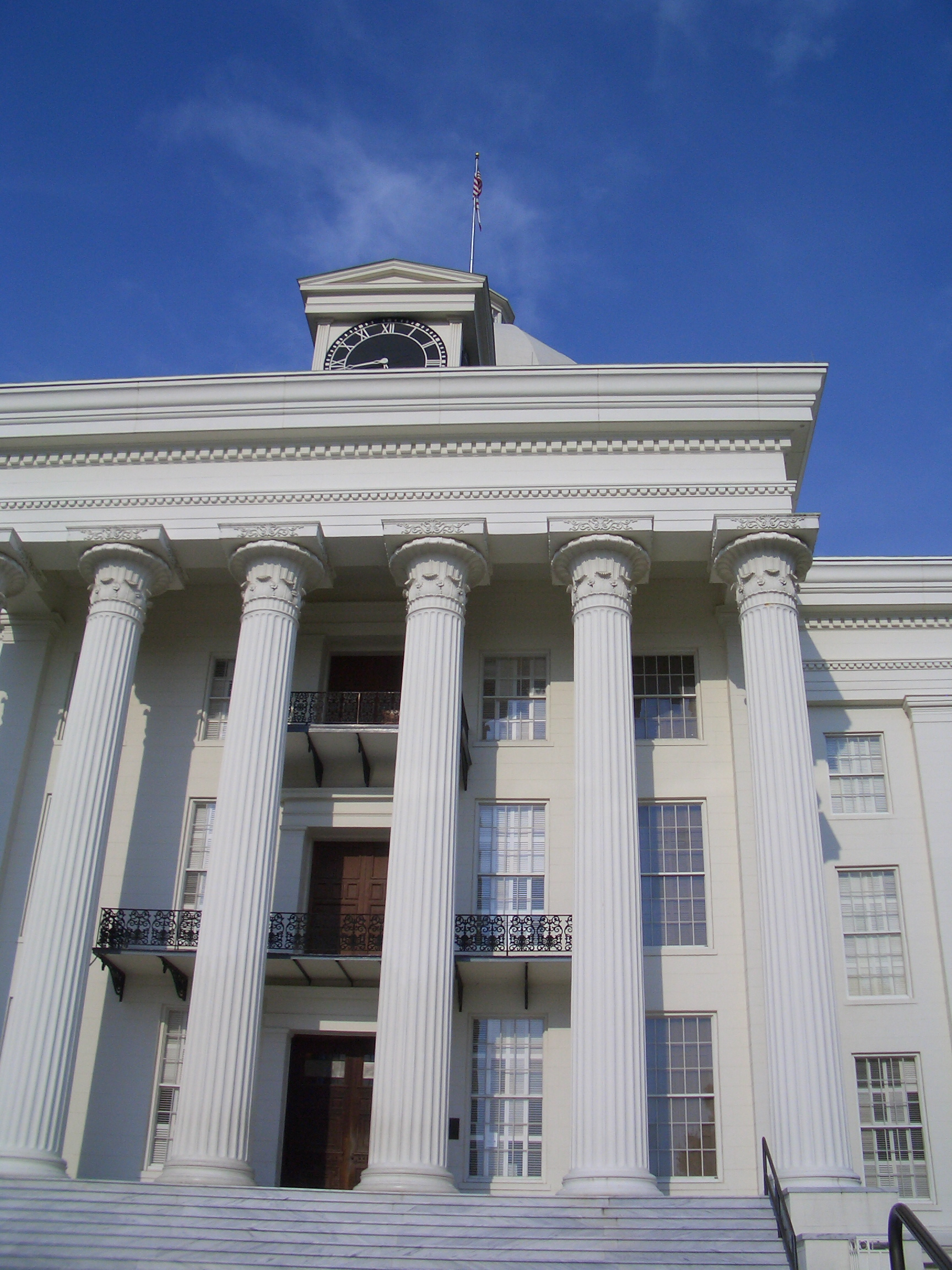
Il primo Campidoglio Confederato a Montgomery

- Prima Sessione: 4 febbraio - 16 marzo 1861 a Montgomery, Alabama
- Seconda Sessione: 29 aprile - 21 maggio 1861 a Montgomery, Alabama
- Terza Sessione: 20 luglio - 31 agosto 1861 a Richmond, Virginia
- Quarta Sessione: 3 settembre 1861 (convocata) a Richmond, Virginia
- Quinta Sessione: 18 novembre 1861 - 17 febbraio 1862 a Richmond, Virginia

## Presidenza
Speaker del Congresso provvisorio 
- Robert Woodward Barnwell, Carolina del Sud – 4 febbraio 1861
- Howell Cobb, Sr., Georgia – 4 febbraio 1861 – 17 febbraio 1862

Presidenti pro tempore
- Howell Cobb, Sr., Georgia
- Robert Woodward Barnwell, Carolina del Sud
- Josiah Abigail Patterson Campbell, Mississippi

## Membri

### Deputati
I deputati dei primi sette Stati secessionisti presero parte a tutte le sessioni del Congresso.

#### Alabama (9 Dep.)
- William Parish Chilton, Sr.
- Jabez Lamar Monroe Curry
- Thomas Fearn (dimissionario 16 marzo 1861 dopo la prima sessione)
- ---- Nicholas Davis, Jr. (prese il suo seggio il  29 aprile 1861 - Eletto per coprire la vacanza)
- Stephen Fowler Hale
- David Peter Lewis (dimissionario 16 marzo 1861 dopo la prima sessione)
- ---- Henry Cox Jones (prese il suo seggio il 29 aprile 1861 - Eletto per coprire la vacanza)
- Colin John McRae
- John Gill Shorter (dimissionario novembre 1861)
- ---- Cornelius Robinson (prese il suo seggio il 29 aprile 1861 - Eletto per coprire la vacanza; dimissionario  24 gennaio 1862)
- Robert Hardy Smith
- Richard Wilde Walker

#### Carolina del Sud (8 Dep.)
- Robert Woodward Barnwell
- William Waters Boyce
- James Chesnut, Jr.
- Laurence Masillon Keitt
- Christopher Gustavus Memminger
- William Porcher Miles
- Robert Barnwell Rhett, Sr.
- Thomas Jefferson Withers (dimissionario  21 maggio 1861 dopo la seconda Sessione)
- ---- James Lawrence Orr (prese il suo seggio il 17 febbraio 1862 -  Eletto per coprire la vacanza )

#### Florida (3 Dep.)
- James Patton Anderson (dimissionario  8 aprile 1861)
- ---- George Taliaferro Ward (prese il suo seggio il  2 maggio 1861 - Eletto per coprire la vacanza; dimissionario 5 febbraio 1862)
- ---- John Pease Sanderson (prese il suo seggio il  5 febbraio 1862 -  Eletto per coprire la vacanza )
- Jackson Morton
- James Byeram Owens

#### Georgia (10 Dep.)
- Francis Stebbins Bartow (ucciso 21 luglio 1861 alla Prima Battaglia di Bull Run)
- ---- Thomas Marsh Forman (prese il suo seggio il 7 agosto 1861 -  Eletto per coprire la vacanza )
- Howell Cobb, Sr.
- Thomas Reade Rootes Cobb
- Martin Jenkins Crawford
- Benjamin Harvey Hill
- Augustus Holmes Kenan
- Eugenius Aristides Nisbet (dimissionario  10 dicembre 1861)
- ---- Nathan Henry Bass, Sr. (prese il suo seggio il 14 gennaio 1862 -  Eletto per coprire la vacanza )
- Alexander Hamilton Stephens
- Robert Augustus Toombs
- Augustus Romaldus Wright

#### Louisiana (6 Dep.)
- Charles Magill Conrad
- Alexandre Etienne DeClouet
- Duncan Farrar Kenner
- Henry Marshall
- John Perkins, Jr.
- Edward Sparrow

#### Mississippi (7 Dep.)
- William Taylor Sullivan Barry
- Walker Brooke
- Josiah Abigail Patterson Campbell
- Alexander Mosby Clayton (dimissionario  11 maggio 1861)
- ---- Alexander Blackburn Bradford (prese il suo seggio il 5 dicembre 1861 - Eletto per coprire la vacanza)
- Wiley Pope Harris
- James Thomas Harrison
- William Sydney Wilson (dimissionario  16 marzo 1861 dopo la prima Sessione )
- ---- Jehu Amaziah Orr (prese il suo seggio il 29 aprile 1861 - Eletto per coprire la vacanza)

#### Texas (7 Dep.)
- John Gregg
- John Hemphill (morto 4 gennaio 1862)
- William Beck Ochiltree, Sr.
- Williamson Simpson Oldham, Sr.
- John Henninger Reagan
- Thomas Neville Waul
- Louis Trezevant Wigfall

### Delegati
I Rappresentanti degli Stati secessionisti dopo la Battaglia di Fort Sumter vennero chiamati Delegati, in distinzione dai Deputati dei sette Stati originali. La distinzione era soltanto formale. Essi presero parte alle Sessioni del Congresso a partire dalla terza.

#### Arkansas (5 Del.)
- Augustus Hill Garland
- Robert Ward Johnson
- Albert Rust
- Hugh French Thomason
- William Wirt Watkins

#### Carolina del Nord (10 Del.)
- William Waigstill Avery
- Francis Burton Craige
- Allen Turner Davidson
- George Davis
- Thomas David Smith McDowell
- John Motley Morehead
- Richard Clauselle Puryear
- Thomas Ruffin
- William Nathan Harrell Smith
- Abraham Watkins Venable

#### Kentucky (10 Del.)
- Henry Cornelius Burnett
- Theodore Legrand Burnett
- John Milton Elliott
- George Washington Ewing
- Samuel Howard Ford
- George Baird Hodge
- Thomas Johnson
- Thomas Bell Monroe
- John J. Thomas
- Daniel Price White

#### Missouri (8 Del.)
- Caspar Wistar Bell
- John Bullock Clark, Sr.
- Aaron H. Conrow
- William Mordecai Cooke, Sr.
- Thomas W. Freeman
- Thomas Alexander Harris
- Robert Ludwell Yates Peyton
- George Graham Vest

#### Tennessee (7 Del.)
- John DeWitt Clinton Atkins
- Robert Looney Caruthers
- David Maney Currin
- William Henry DeWitt
- John Ford House
- Thomas McKissick Jones
- James Houston Thomas

#### Virginia (16 Del.)
- Thomas Stanhope Bocock
- Alexander Robinson Boteler, Sr.
- John White Brockenbrough
- Robert Mercer Taliaferro Hunter
- Robert Johnston
- William Hamtilon MacFarland
- James Murray Mason, Sr.
- Walter Preston
- William Ballard Preston
- Roger Atkinson Pryor
- William Cabell Rives, Sr.
- Charles Wells Russell
- Robert Eden Scott
- James Alexander Seddon
- Waller Redd Staples
- John Tyler (deceduto 18 gennaio 1862)

### Delegati territoriali

#### Territorio dell'Arizona (1 del. terr.)
- Granville Henderson Oury